# Ralph Metzger
Ralph Metzger (* 17. August 1972) ist ein ehemaliger deutscher Basketballspieler.

## Laufbahn
Der 1,98 Meter große Flügelspieler spielte in der Jugend des TV Langen und wurde in die Junioren-Nationalmannschaft berufen. Er studierte und spielte 1992/93 am Bellevue College im US-Bundesstaat Washington. Anschließend spielte er beim Zweitligisten TSV Speyer. In dieser Zeit schaffte er den Sprung in die deutsche U22-Nationalmannschaft. 1995 verließ er Speyer, um zu TV Germania Trier in die Basketball-Bundesliga zu wechseln. Mit den Moselanern wurde er 1998 DBB-Pokalsieger. Parallel zu seiner Tätigkeit als Bundesliga-Spieler absolvierte Metzger ein Wirtschaftsstudium an der Universität Trier.
1999 ging er zum Zweitligisten Eintracht Frankfurt und widmete sich dann seiner beruflichen Karriere im Bankwesen.